# Social justice warrior
Social justice warrior of SJW (Nederlands: 'socialerechtvaardigheidsstrijder') is een Engelstalige benaming voor iemand die sociaal-progressieve opvattingen en thema's, zoals feminisme en multiculturalisme, op een activistische manier aanhangt of promoot. De benaming wordt vooral gebruikt op het internet, in de zogeheten online cultuurstrijd.
Het gebruik van het woord heeft globaal drie fases gekend. Het woord werd in de jaren 1990 voor het eerst gebruikt en had in het begin een neutrale of positieve lading. Vanaf 2011, toen social justice warrior als een belediging op Twitter werd gebruikt, veranderde dat en kreeg het ook een negatieve bijklank. Vervolgens kon de benaming weer een geuzennaam worden, die een positieve bijklank terugkreeg, juist omdat de tegenpartij deze negatief gebruikte.
De term kreeg bekendheid door de online controverse rondom Gamergate, die ging over het verwijt van seksisme en de brede weerstand tegen verdergaande progressieve invloeden in de game-industrie. Na Gamergate werd de term social justice warrior opgenomen in de Oxford Dictionaries.